# 12e cérémonie des Chicago Film Critics Association Awards
La 12e cérémonie des Chicago Film Critics Association Awards, décernés par la Chicago Film Critics Association, a eu lieu le 13 mars 2000, et a récompensé les films réalisés dans l'année.

## Palmarès

### Meilleur film
- American Beauty

### Meilleur réalisateur
- Sam Mendes pour American Beauty

### Meilleur acteur
- Kevin Spacey pour le rôle de Lester Burnham dans American Beauty

### Meilleure actrice
- Hilary Swank pour le rôle de Teena Brandon dans Boys Don't Cry

### Meilleur acteur dans un second rôle
- Tom Cruise pour le rôle de Frank T.J. Mackey dans Magnolia
  - Haley Joel Osment pour le rôle de Cole Sear dans Sixième Sens (The Sixth Sense)

### Meilleure actrice dans un second rôle
- Chloë Sevigny pour le rôle de Lana dans Boys Don't Cry

### Acteur le plus prometteur
- Wes Bentley pour le rôle de Ricky Fitts dans American Beauty
  - Sixième Sens (The Sixth Sense) – Haley Joel Osment

### Actrice la plus prometteuse
- Émilie Dequenne pour le rôle de Rosetta dans Rosetta (égalité)
- Julia Stiles pour le rôle de Kat Stratford dans Dix Bonnes Raisons de te larguer (10 Things I Hate About You) (égalité)

### Meilleur scénario
- Dans la peau de John Malkovich (Being John Malkovich) – Charlie Kaufman
  - Sixième Sens (The Sixth Sense) – M. Night Shyamalan

### Meilleure photographie
- La neige tombait sur les cèdres (Snow Falling on Cedars) – Robert Richardson

### Meilleure musique de film
- South Park, le film : Plus long, plus grand et pas coupé (South Park: Bigger Longer & Uncut) – Trey Parker et Marc Shaiman

### Meilleur film en langue étrangère
- Tout sur ma mère (Todo sobre mi madre) •  Espagne

### Commitment to Chicago Award
- Dick Cusack, Nancy Cusack, Ann Cusack, Bill Cusack, Joan Cusack, John Cusack et Susie Cusack

### Big Shoulders Award
- Facets Multi-Media, Inc.